# 최신유행 프로그램
《최신유행 프로그램》은 XtvN에서 방송되는 텔레비전 프로그램이다.

## 방송 개요
토요일 밤 12시가 되면 최신유행 미드 나이-트가 시작된다! 핵인싸가 되고 싶은 아싸를 위한 하이브리드 버라이어티 미드나잇 쑈쑈쑈쑈!

## 방송 시간
| 방송 채널 | 방송 기간                            | 방송 시간            | 비고 |
| XtvN      |                                      |                      |      |
| --------- | ------------------------------------ | -------------------- | ---- |
| XtvN      | 시즌 1 : 2018년 10월 6일 ~ 11월 24일 | 토요일 오후 7시 30분 |      |
| XtvN      | 시즌 2 : 2019년 9월 7일 ~ 12월 21일  | 토요일 밤 12시 00분  |      |

## 시즌 1

### 출연자
- 권혁수
- 김민교
- 예원
- 이세영
- 문빈
- 지호
- 박규남
- 지예은
- 이재준
- 조엘 로버츠

### 코너
- 《요즘 것들 탐구생활》
- 《허트 시그널》
- 《김요한 이야기》

## 시즌 2

### 출연자
- 권혁수
- 김민교
- 정이랑
- 예원
- 이세영
- 강율
- 문빈
- 아린
- 박규남
- 지예은
- 김은정
- 이홍렬